# Phaedrotoma speciosa
Phaedrotoma speciosa is een vliesvleugelig insect uit de familie van de schildwespen (Braconidae). De wetenschappelijke naam van de soort is voor het eerst geldig gepubliceerd in 1959 door Fischer.